# Mésitite
La mésitite (du grec ancien : μεσιτης — milieu, entre ; synonyme : mésitine) anciennement mieux connu sous le nom de spath mésitine. La magnésite ferreuse ou spath brun est une variété de magnésite, un minéral carbonaté, l'un des soi-disant spaths bruns, considéré comme une variété ferrugineuse de magnésite ou, dans d'autres cas, de breunnerite. Fidèle à son nom, la mésitite est le membre médian d'une série isomorphe continue magnésite → sidérite de formule générale (Mg,Fe)CO3, dans laquelle la teneur en ions fer (Fe2+) est d'environ 30 à 50 %:516 et le rapport fer/magnésium varie, en conséquence, de 30:70 à 50:50.

## Nom et histoire
Le spath mésitine, plus tard abrégé en mésitite conformément à la terminologie internationalement acceptée, moins communément mésitine (allemand : mesitinspath) était un ancien nom trivial, largement utilisé parmi les mineurs, les géologues et les minéralogistes pour certaines magnésites ferrugineuses. Jusqu'à la fin du XIXe siècle, divers auteurs considéraient parfois le spath mésitine comme un synonyme (variété) de breunnerite:229, dans d'autres cas, comme un synonyme (variété) de pistomesite:194. Dans la forme la plus générale, la mésitine était considérée comme un spath brun, qui à son tour est une variété de spath amer:170 (dans ce cas, plus souvent de la magnésite), coloré avec du manganèse ou du carbonate de fer.
Le nom lui-même définissait à la fois les proportions des composés chimiques dans sa composition et la position du minéral parmi les spaths apparentés (le mot grec μεσιτης signifie milieu, situé au milieu). Par exemple, en 1835, le dictionnaire germano-russe des termes et noms techniques de Vladimir Eremeev définissait le spath mésitine comme « formant un terrain d’entente entre le spath brun et le minerai de fer spareux »:298. Bien que la définition du spath brun soit large, elle concerne plusieurs minéraux différents et n’est pas très claire.
Les définitions de la minéralogie anglaise se distinguaient par une précision à peu près égale. En particulier, en 1853, James Dwight Dana décrivit ce minéral dans son « Manual of Mineralogy » avec les mots suivants : « Spath mésitine. (Breunnerite). Un carbonate de fer et de manganèse, présent dans des rhomboèdres jaunâtres de 107°14′... Cela comprend une grande partie de ce qu'on appelle le spath rhombique, ou spath brun, qui devient rouillé à l'exposition »:229.
La définition d'Alexander Ramsay, donnée une décennie et demie plus tard, s'est avérée beaucoup plus précise : « Spath mésitine. (Mg:FeO)CO2. Syn. Pistomesite.
Cette espèce est composée de minerai de fer spathique, ou de chalybite et de magnésite, souvent en proportions égales. Les cristaux sont des rhomboèdres avec un angle terminal de 107°14′, ayant une couleur grise ou jaunâtre, un éclat vitreux et légèrement nacré ; une dureté de 4 à 4,5 ; une gravité spécifique de 3 (33,434) à 3,6 (40,140), et une transparence un peu plus grande que celle de la chalybite. On le trouve dans l'ardoise chloriteuse à Saint-Gothard, également dans le Zillertal, dans le Tyrol et dans le Piémont »:194.
Au cours du dernier quart du XIXe siècle, la formule chimique conventionnelle de la mésitite ressemblait à ceci : 2MgCO3•FeCO3:106,:110, ce qui ne reflétait pas la composition variable de ces minéraux.
La minéralogie du XXe siècle a défini la mésitite comme le membre médian d'une série isomorphe continue de magnésites ferrugineuses (magnésite → sidérite) de formule générale (Mg,Fe)CO3, située au milieu de la composition entre la breunnérite et la pistomésite. Selon la teneur en molécule de FeCO3, on distingue quatre variétés dans cette série. La première est la breunnerite, dans laquelle la teneur en fer est la plus faible (jusqu'à 30 %), et les propriétés sont les plus proches de la magnésite ; vient ensuite la mésitite, contenant jusqu'à la moitié de sidérite (30-50 % de FeCO3) ; la teneur en fer est encore plus élevée dans les pistomésites (50-70 % de FeCO3) et la dernière, étroitement adjacente au spath de fer, est la sidéroplésite (70-95 % de FeCO3):516.
La minéralogie moderne sépare les magnésites ferrugineuses en deux parties approximativement égales, en plein accord avec la teneur en carbonate de fer (en-dessous ou en dessus de 50 %). Par conséquent, la breunnérite et la mésitite sont considérées comme des variétés ferrugineuses de magnésite, tandis que la sidéroplésite et la pistomésite, au contraire, sont des variétés de sidérite magnésiennes.

## Propriétés
Au XIXe siècle, le spath de mésitine était souvent considéré comme une variété de breunnerite:229, à cette époque, la plus connue des magnésites ferrugineuses. De même, dans la première moitié du XXe siècle, la breunnérite est restée la plus connue de toutes les variétés, mais elle n'a jamais eu non plus le statut d'espèce minérale indépendante:240.
En termes de composition, le spath mésitine (inclus dans un nombre indéfini de breunnérites) était représenté comme un mélange isomorphe de carbonate de magnésie (magnésite) et de carbonate de fer (sidérite) dans diverses proportions ; ou MgCO3, avec un mélange de FeCO3. Par exemple, Dmitri Mendeleïev dans sa thèse de maîtrise « Isomorphisme en relation avec d'autres relations de forme cristalline à composition » a recommandé de représenter la formule du spath mésitine comme (½Fe•½Mg)C ou simplement (MgFe)C:49. Une autre version graphique de la formule du spath mésitine était considérée comme étant (Mg:FeO)CO2:194.
L'école soviétique de minéralogie a souvent continué à classer traditionnellement la sidéroplésite (70 à 95 % de FeCO3), la pistomésite et la mésitite mentionnées ci-dessus comme des variétés de breunnérite, stipulant néanmoins que «... la breunnerite elle-même, la plus courante dans la nature, fait référence à des variétés avec une teneur en FeCO3 allant jusqu'à 30 %. »:516.
Au début des années 1950, des études de luminescence ont été menées en Russie sur des carbonates trigonaux formés de cristaux mixtes de CaCO3 — MgCO3 (dolomite) avec substitution isovalente ultérieure du magnésium par du fer, du manganèse et parfois du zinc. Dans la série isomorphe indiquée, de nombreuses espèces et variétés minérales ont été étudiées, révélant des changements réguliers dans les propriétés luminescentes. Parmi les propriétés générales, il a d'abord été révélé que l'impureté de fer, présente sous la forme de FeCO3 dans des cristaux mixtes, tels que la breunnérite (MgFe)CO3, ou des ions magnésium substitués de manière isovalente, provoque un effet d'extinction dure. Aucun des minéraux étudiés (breunnérite, ankérite, mésitite, y compris la sidérite) n'a donné d'effet luminescent dans aucun des types de rayonnement utilisés:59.

## Formation minérale

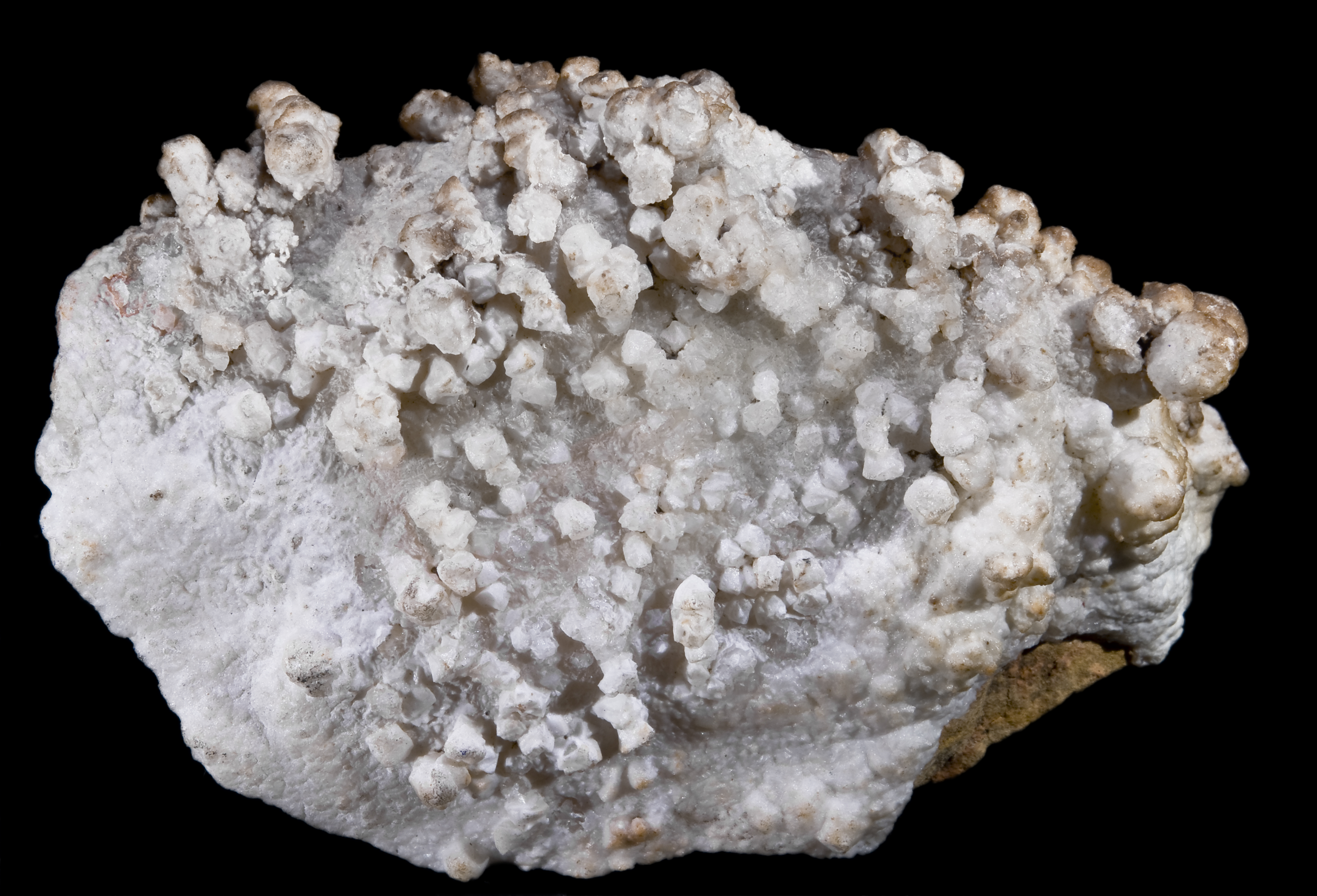
Mésitite (Saxe)

Les spaths de mésitine font partie des minéraux carbonatés les plus répandus, ce qui est déterminé principalement par leur composition. On les a trouvés dans tous les gisements de magnésite (carbonate) qui contiennent d'une manière ou d'une autre des minéraux de fer (sidérites). Traversella (Piémont) est considérée comme la région typique d'où proviennent les échantillons de référence de mésitine depuis le début du XIXe siècle.
Dans l'Empire russe du XIXe siècle, d'excellents échantillons de musée de spath de mésitine ont été trouvés sur la crête de Nagolny (une partie de la crête de Donetsk), ainsi que dans le district de Nerchinsk (en):542. L'un des gisements de mésitite actifs est situé dans la région de Magadan (le gisement d'or d'Engteri, la région de la chaîne d'Omsukchan (en)).
Le plus grand nombre de mines modernes avec des mésitites établies se situe en Australie occidentale et en Autriche (Carinthie, Salzbourg, Tyrol). En France, des spaths de mésitite sont connus dans les gisements du nord-est du Grand Est, ainsi qu'en Occitanie et dans la région Provence-Alpes-Côte d'Azur.
Au début des années 1920, Edward Sydney Simpson (en) a décrit en détail la présence de mésitites en Australie occidentale : « ... la mésitite n'apparaît que sous forme de constituant granulaire de serpentines et de péridotites hautement ferrugineuses qui ont souffert d'une carbonatation profonde. Une grande partie de la soi-disant mésitite mentionnée dans la littérature géologique locale est en réalité de la breunnerite, la variété ferrugineuse de la magnésite... »:III:97. Jusqu'au milieu du 20e siècle, les pistomésites étaient également souvent classées parmi les mésitites les plus connues et les plus répandues.